# Theodor Svedberg
Theodor H. E. Svedberg (30.8.1884 – 25.2.1971) là một nhà hóa học Thụy Điển, đã đoạt giải Nobel Hóa học năm 1926.

## Cuộc đời & Sự nghiệp
Svedberg là con của Elias Svedberg và Augusta, nhũ danh Alstermark. Ông học tiểu học và trung học tại các trường ở Köping, Örebro và Göteborg, tốt nghiệp trung học tháng 12 năm 1903, sau đó vào học ở Đại học Uppsala trong tháng 1 năm 1904. Ông đậu bằng cử nhân (nhân văn) năm 1905, bằng thạc sĩ năm 1907 rồi tiến sĩ năm 1908 với bản luận án Studien zur Lehre von den kolloiden Lösungen ("Nghiên cứu lý thuyết về dung dịch colloid). Ông làm amanuens môn hóa học ở Đại học Uppsala từ 1905–1909 rồi docent năm 1907. Từ năm 1909 ông dạy môn hóa lý, và năm 1912 ông được phong chức giáo sư môn này.
Ông nghiên cứu về các colloid chứng minh các lý thuyết chuyển động Brown do Einstein đề xướng cùng với nhà địa vật lý người Ba Lan Marian Smoluchowski. Trong khi nghiên cứu công trình này, ông triển khai kỹ thuật "ly tâm siêu tốc phân tích" (analytical ultracentrifugation), và chứng minh sự có ích của nó trong việc tách các protein thuần từ cái này ra khỏi cái kia.
Đơn vị svedberg (ký hiệu S), một đơn vị thời gian lên tới 10−13 giây hoặc 100 fs, được đặt theo tên ông.
Svedberg kết hôn với Andrea Andreen từ năm 1909–1915. Họ có hai người con: Elias Svedberg và Hillevi Svedberg.

## Vinh dự
Ngoài giải Nobel Hóa học năm 1926, Svedberg cũng trở thành hội viên các hội khoa học sau:
- Năm 1913 ông là viện sĩ "Viện Hàn lâm Khoa học Hoàng gia" (Thụy Điển) (Kungliga Vetenskapsakademien),[4]
- Năm 1921 là hội viên "Hội Khoa học Hoàng gia tại Uppsala" (Kungliga Vetenskaps-Societeten i Uppsala)
- Năm 1922 làm hội viên "Hội Địa văn học Hoàng gia tại Lund" (Kungliga Fysiografiska Sällskapet i Lund).[4]
- Năm 1944 ông nhận bằng tiến sĩ danh dự khoa Kỹ thuật học của "Viện Kỹ thuật Hoàng gia" (Stockholm) (Kungliga Tekniska högskolan).[5]

## Các sách của Svedberg
- Studien zur Lehre von den kolloiden Lösungen (1907), luận án tiến sĩ, Bản mẫu:Libris post
- Die Existenz der Moleküle (1912)
- Materien (1912)
- Arbetets dekadens (1915)
- Forskning och industri (1918)
- Strindberg som kemist (1918)
- The Ultracentrifuge (1940)